# Тома Кантакузин
Тома Кантакузин (грчки: Θωμάς Καντακουζηνός; умро 25. јула 1463. године) је био грчки племић из династије Кантакузин, један од најзначајнијих војсковођа српског деспота Ђурђа Бранковића. Био је брат деспине Ирине, Ђурђеве супруге.

## Биографија
Тома је био син деспота Димитрија I Кантакузина, односно унук византијског цара Матије. Имао је старију браћу Ђорђа (такође војсковођу српског деспота Ђурђа) и Андроника (последњег византијског великог доместика). Имао је сестре деспину Ирину и царицу Јелену (трапезунтска царица, супруга цара Давида II Великог Комнина). Тома је био један од многих Грка који су 1414. године ступили у службу деспота Стефана Лазаревића када се Ирина удала за Ђурђа. У дубровачким документима Тома се јавља 1433. године и 1435. године на Ђурђевом двору у Смедереву. Учествовао је у одбрани Смедерева 1439. године. Историчар Дука пише да се град предао након тромесечне опсаде и да су многи браниоци, укључујући и Тому и Ђорђа Кантакузина, дали почаст султану Мурату II. Тома Кантакузин је наставио да служи српског деспота Ђурђа Бранковића након Дуге војне и обнове Српске деспотовине. Предводио је српску војску која је 16. септембра 1448. године заузела Сребреницу од босанског краља Стефана Томаша. Том приликом заузет је и Вишеград у коме је деспот Ђурађ успоставио царину. Године 1452. Тома Кантакузин предводи напад на Зету против војводе Стефанa Црнојевића. Напад је завршен неуспешно. Томина војска поражена је 14. септембра и приморана да напусти Зету. Деспоту Ђурђу је остао само град Медун који се одржао до 1456. године. Упркос свом положају, Тома није успео да заштити своју сестру деспину Ирину од окрутности њеног сина деспота Лазара. У ноћи Иринине смрти (3. мај 1457. године) Тома је побегао из Смедерева у турско Једрене са својим сестрићима султанијом Маром и слепим Ђурђевим сином Гргуром. Тома је позиван у Дубровник 11. августа 1459. године и 18. марта 1462. године, али се не зна да ли је одговорио на позиве. Српски летописи датирају његову смрт у период одмах након пада Деспотовине под власт Турака, на дан 25. јул 1463. године.